# 李文郁 (洪武歲貢)
李文郁，生卒不详，字允实，湖廣行省襄陽府襄陽縣（今湖北省襄阳市）人，明朝政治人物。
永樂年间，李文郁以戶部侍郎身份辅助夏原吉治水有勞，后因事连坐被謫遼東二十年。明仁宗即位后召还，为南京通政參議，之后致仕。